# 单肋发脊螺
单肋发脊螺（学名：Trichotropis unicarinata），是中腹足目毛螺科Trichotropis属的一种。主要分布于中国大陆，常栖息在潮下带。